# 马丁·泰勒
马丁·布鲁斯·泰勒（英語：Martin Bruce Tyler，1945年9月14日—）是英国著名足球评论员，出生于英国英格兰柴郡的切斯特，曾被评为英超联赛十年最佳评论员，目前还担任英格兰足球依斯米安联赛金斯托尼亚俱乐部的助理教练。

## 足球评论生涯
20世纪60年代从东英吉利亚大学毕业后，马丁·泰勒参与协助了名创出版的Book of Football一书的编辑出版工作，此外他还为足球评论员吉米·希尔在泰晤士报开设的专栏撰写文章，同时他也以自身名义为该报撰写赛事报道。
在吉米·希尔的强烈要求下，马丁·泰勒参与了伦敦周末电视的The Big Match节目的幕后工作（该节目是独立电视台制作的首档电视足球节目，给广大公众带来了极大的震撼）。他当时在节目中从事的只是制片类的工作，但他也曾尝试用磁带录音机录制过自己对某一场比赛的评论并将这份录音提交给了他的上司，最终却了无回应。
最终，独立电视台旗下的南方电视为马丁·泰勒带来了事业上的转机。当时南方电视的常任足球评论员格雷·威廉姆斯因病告假，于是1974年12月28日南安普顿队和谢周三队的这场比赛成为了马丁·泰勒评论的首场比赛。这次评论节目非常成功，因此六周后马丁·泰勒再度受邀担纲评论，之后不久他就成为了南方电视的常任足球评论员。
1976年，马丁·泰勒加盟独立电视台旗下的约克郡电视台并开始给独立电视台体育频道的高层留下深刻印象，这也因此使他参加了1978年世界杯的报道团队。1979年马丁·泰勒完成了他的首场欧冠决赛评论。1981年，马丁·泰勒再度调职，加盟独立电视台旗下的格拉纳达电视台。1982年，他率领独立电视台的团队对世界杯进行了全方位的报道，他本人也同伊恩·圣约翰搭档评论了英格兰队的全部比赛以及最终的决赛。值得一提的是，在西班牙报道世界杯比赛期间，他还邂逅了他未来的妻子。
20世纪80年代，马丁·泰勒逐步成为了独立电视台旗下排行第二的足球评论员，仅次于布莱恩·摩尔。在这一时期，马丁·泰勒率领团队完成了1984年欧洲杯的报道，并评论了1986年世界杯除决赛之外所有的重要比赛（决赛由专程从伦敦飞到墨西哥的布莱恩·摩尔担纲评论）。从1983年起，独立电视台开始直播英格兰足球联赛的比赛，马丁·泰勒也在接下来的七年内多次参与直播解说工作。

### 天空电视台
尽管他本人并非十分情愿，但出于对长期屈居人后担任次席的沮丧和不满，马丁·泰勒于1990年签约英国卫星广播电视。此后他参与评论和报道了足总杯比赛、苏格兰足球联赛以及英格兰国家队参加的国际赛事。因为播送英格兰足球联赛海外节目的缘故，在接下来的两年内，独立电视台的观众们仍可继续收听马丁·泰勒的评论。1991年英国卫星广播电视与Sky合并成立天空电视台。1992年英格兰足球超级联赛正式开赛，之后马丁·泰勒所率领的解说团队就一直在这项赛事上不断扩大着天空体育的影响力。
2003年4月，在英超十周年颁奖典礼上，马丁·泰勒被球迷和专家们评为英超联赛十年最佳评论员。在领奖后马丁·泰勒说道：“我想感谢所有为我投票的人，同时也要对我在天空体育的同事们表达由衷的感激。这个奖项对我个人以及我的同事们都意义重大，它反映了我们对于足球运动的理解和追求。在每天的工作中，我都需要向无数足球人咨询信息，正是他们对我的帮助让这份工作变得更加轻松同时也更加享受。”
近年来，天空电视台开始采用轮换制，马丁·泰勒解说重大比赛的次数有所下降（比如2005年的欧冠决赛，他就只为澳大利亚电视台进行了解说评论）。他现在固定地在天空体育Football First节目评论每周六的英超联赛，他的这些评述还通过国际频道向全球播出。
各种传闻都在猜测马丁·泰勒在天空体育是否还能独占鳌头，这些也刺激了天空电视台的竞争对手——BBC和Setanta Sports，二者都被曝曾试图签约马丁·泰勒。2007年1月，Setanta一度曾十分接近马丁·泰勒，但最终后者却拒绝了对方的邀约，反而与天空电视台完成了续约。近来，他还常常以嘉宾身份参与美国足球广播节目及《每日世界足球》播客节目。

### 英超联赛官方作品
除天空电视台外，IMG公司（该公司负责为英超联赛海外广播伙伴进行节目制作和分发）制作的英超联赛官方作品中也使用了马丁·泰勒的解说评论，此作品在英国国内被用作天空电视台Football First节目的赛事集锦。

### SBS
澳大利亚电视台的SBS长期雇佣马丁·泰勒解说报道世界杯、欧洲杯、欧洲俱乐部赛事以及澳大利亚国家队参加的国际比赛。2006年世界杯决赛是马丁·泰勒为SBS解说的第五次世界杯决赛。
在为SBS工作期间，马丁·泰勒主要职务是负责赛前报道的外场记者，通常以连线直播的方式与SBS演播室内的主持人进行沟通和播报。大洋洲和部分东亚国家的观众都可以通过SBS的电视网络收听到马丁·泰勒的报道。
马丁·泰勒同斯图尔特·罗布森一道担任了2009年和2010年的足总杯决赛的官方解说员。他同时也是知名的体育类电子游戏FIFA系列的解说员。

### 美国与加拿大
福克斯以天空体育馈送节目的方式播送了马丁·泰勒对于2010年欧冠决赛的解说，这是欧冠决赛史上第一次在美国主流电视频道播出。他还率ESPN团队完成了2010年世界杯的报道工作，并于当时确定将为ESPN报道2014年世界杯。但在2014年1月8日，马丁·泰勒和ESPN双方经协商决定终止合作关系。此外，贝尔传媒旗下的一家加拿大C类英文电视频道TSN在他们的英超联赛报道中也以馈送节目的方式播放天空体育节目和英超联赛官方作品，其中都包含有马丁·泰勒的评论内容。

## 其它领域

### 平媒报章
马丁·泰勒在天空体育官方网站上开设有一个专栏，在其中读者可以向马丁·泰勒提出有关球队统计数据和战术阵型方面的问题；在每篇文章的最后，马丁·泰勒还会留下一个“泰勒的小问题”供读者们讨论回答。他近来都是在前一周末为天空体育进行解说报道时所在的球场提出这些问题的，其初衷是希望能吸引读者们的注意并带动他与读者之间的问答互动。

### 其它运动项目
尽管人们通常将他的名字与足球联系在一起，但马丁·泰勒实际上也会解说一些其它运动项目。早先在格林纳达电视台工作时他就曾参与过板球比赛的报道，他甚至还解说过独立电视台World of Sport节目的篮网球直播赛事。在20世纪80年代中期，马丁·泰勒还主持过第4频道关于美国职棒大联盟世界大赛的报道节目。

### 电子游戏
马丁·泰勒是美国艺电公司出品的FIFA系列足球游戏中的默认解说员（包括PC、Xbox 360和PS 3平台），
在此款游戏中与他搭档解说的是安迪·格雷（2006-2011）和阿倫·史密斯（2012- ）。

### 足球教练
马丁·泰勒自2007年1月至今担任英格兰足球依斯米安联赛金斯托尼亚俱乐部的助理教练，在此之前他曾在Walton & Hersham俱乐部担任主教练阿兰·道森的助理职员。

## 个人轶事
马丁·泰勒评价阿森纳以不败战绩夺冠的2003-04赛季为十年最佳赛季，并且认为球迷们在有生之年都不会再看到有任何一支球队能保持赛季不败。
马丁·泰勒曾多次参与慈善比赛，并且他还非常骄傲地自称曾在某场比赛中接安迪·格雷的传中主攻打入过一球。